# Dionizy Such
Dionizy Zbigniew Such (ur. 16 sierpnia 1935 w Zamościu, zm. 11 grudnia 2023) – polski dyplomata i działacz partyjny, chargé d’affaires w Norwegii (1984–1985).

## Życiorys
Syn Michała i Katarzyny. Ukończył szkołę podstawową i średnią w Zamościu, a w 1958 uzyskał tytuł magistra prawa międzynarodowego publicznego w Wydziale Dyplomatyczno-Konsularnym Szkoły Głównej Służby Zagranicznej. W 1959 uczestniczył w seminarium kwakierskim w Stanach Zjednoczonych, następnie odbył roczne studium podyplomowe na Wydziale Stosunków Międzynarodowych Uniwersytetu w Denver.
Działał w Związku Młodzieży Polskiej i Zrzeszeniu Studentów Polskich. Od 1956 członek Polskiej Zjednoczonej Partii Robotniczej, był m.in. członkiem egzekutywy POP PZPR przy ambasadzie w Sztokholmie. W 1958 rozpoczął pracę w Ministerstwie Spraw Zagranicznych. W latach 1962–1966 attaché i II sekretarz ds. wymiany kulturalno-oświatowej w ambasadzie PRL w Szwecji, następnie do 1971 starszy radca w Wydziale Skandynawskim MSZ. Od 1971 do 1975 I sekretarz i radca w ambasadzie PRL w Helsinkach. Później przebywał na placówce w Oslo, od 1984 do 1985 zajmował tam stanowisko chargé d’affaires ad interim.
16 grudnia 2023 został pochowany na Cmentarzu Katedralnym przy ul. Peowiaków w Zamościu.